# Chiesa di Sant'Andrea Apostolo (Toscolano Maderno)
La chiesa di Sant'Andrea Apostolo è la parrocchiale di Maderno, frazione di Toscolano Maderno, in provincia e diocesi di Brescia; fa parte della zona pastorale del Garda.

## Storia
Nella prima metà del Settecento l'antica pieve di Sant'Andrea era ormai insufficiente a soddisfare le esigenze dei fedeli. Così, il 21 giugno 1742, dopo che l'originario progetto di ampliare la suddetta pieve era stato scartato, fu deliberata la costruzione di una nuova chiesa di maggiori dimensioni; pochi giorni dopo, il 28 dello stesso mese, vennero nominati i deputati alla fabbrica. Inoltre, anche il comune di Maderno contribuì con lo stanziamento di 200 scudi.

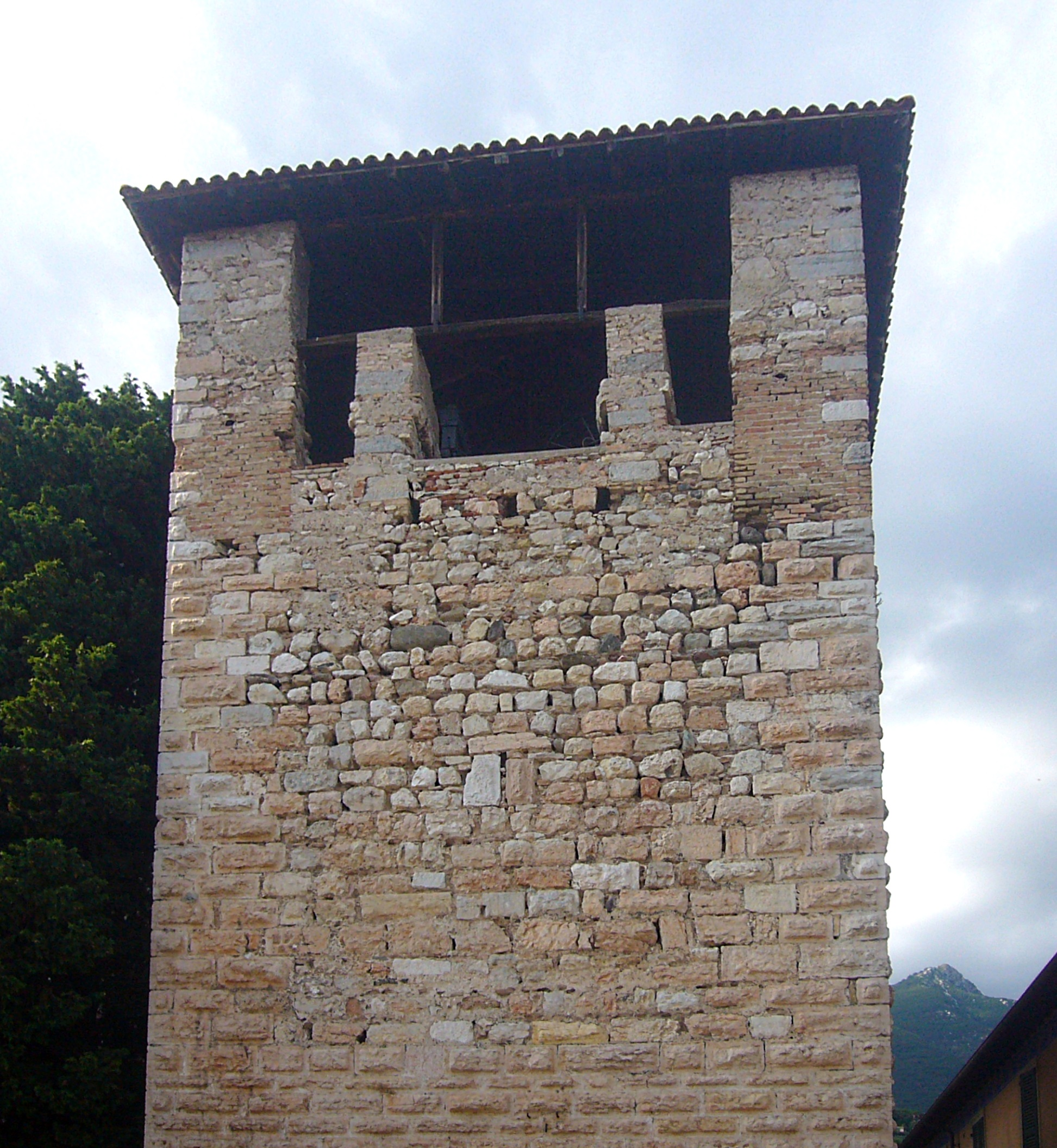
Il campanile

Tuttavia, la costruzione procedeva molto lentamente, tanto che nel 1776 si pensò di demolire la torre campanaria della pieve in modo da ricavarne materiale da costruzione, ma la proposta venne poi accantonata.
Nel 1812 furono ripresi i lavori di rifinitura, cosicché nel 1818 si riuscì a terminare le volte e si poté trasferire nella chiesa la pala del Veronese; il completamento avvenne negli anni seguenti e il 22 ottobre 1825 il vescovo Gabrio Maria Nava celebrò la consacrazione.
Negli anni sessanta la parrocchiale venne adeguata alle norme postconciliari la mensa eucaristica rivolta verso i fedeli e due amboni; tra il 1969 e il 1970 l'edificio fu restaurata.
Nel 1989, con la riforma territoriale della diocesi stabilita dal decreto vescovile datata 14 aprile, la parrocchia entrò a far parte della zona pastorale del Garda
La chiesa subì dei danni in occasione del terremoto di Salò del 2004, per sanare i quali fu interessata tra il 2008 e il 2009 da un intervento di consolidamento.

## Descrizione

### Esterno

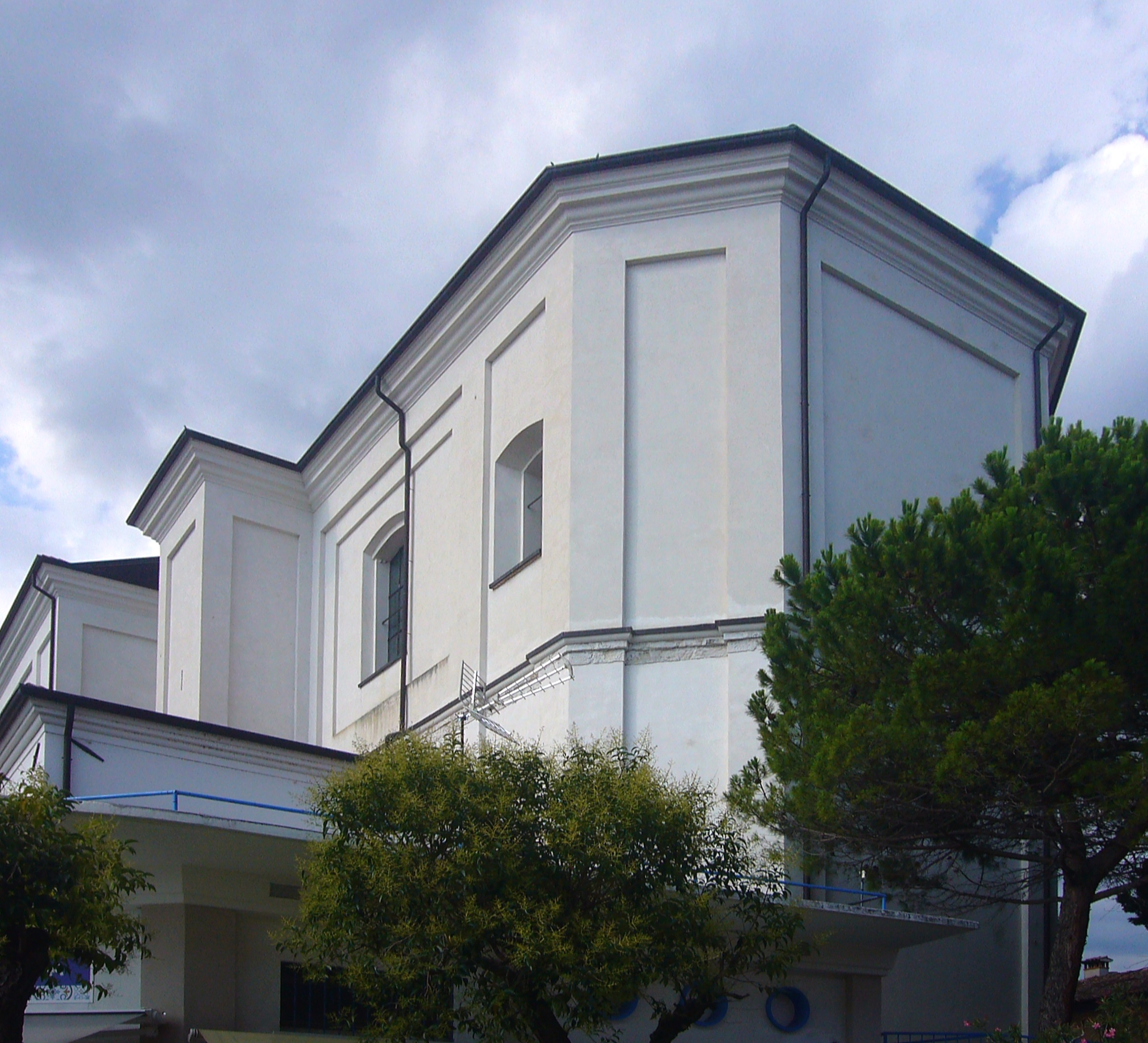
L'abside

La simmetrica facciata a capanna della chiesa, rivolta a nordovest, è suddivisa da una cornice marcapiano modanata in due registri, entrambi tripartiti da quattro lesene: quello inferiore presenta il portale d'ingresso, mentre quello superiore è caratterizzato da una finestra rettangolare e coronato dal timpano di forma triangolare.
A sudest della parrocchiale si erge il tozzo campanile in pietra a pianta quadrata, la cui cella presenta su ogni lato un finestrone ed è coperto dal tetto a quattro falde.

### Interno

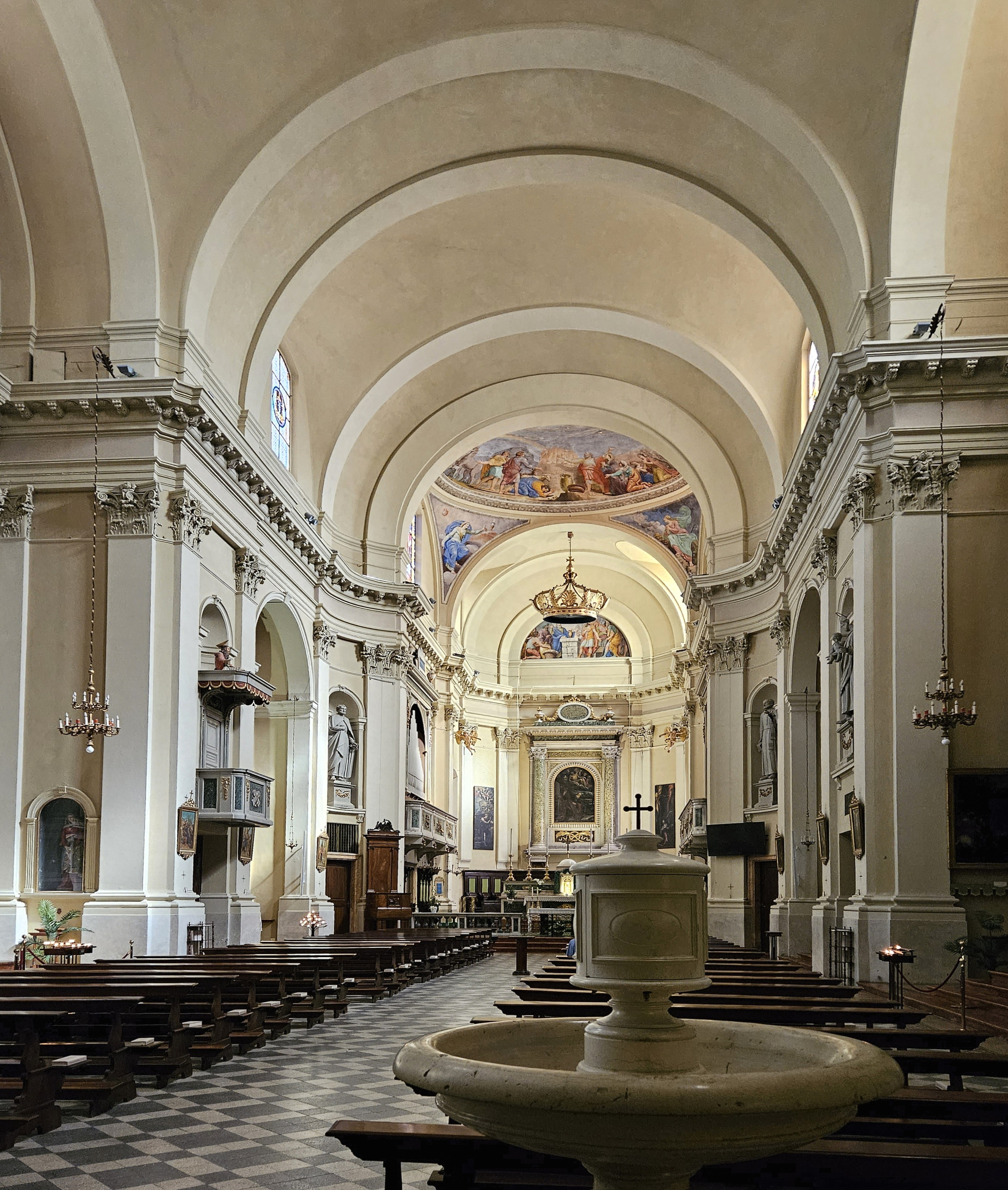
L'interno

L'interno dell'edificio si compone di un'unica navata, sulla quale si affacciano i bracci del transetto e le cappelle laterali, introdotte da archi a tutto sesto e ospitanti gli altari minori, e le cui pareti sono scandite da lesene d'ordine corinzio sorreggenti il cornicione dentellato e modanato sopra il quale s'imposta la volta a botte; al termine dell'aula si sviluppa il presbiterio, rialzato di alcuni gradini, delimitato da balaustre e a sua volta chiuso dall'abside di forma poligonale.
Qui sono conservate diverse opere di pregio, tra le quali la tela con soggetto Santa Caterina, eseguita nel 1625 da Giovanni Andrea Bertanza, la pala raffigurante Sant'Ercolano, realizzata da Paolo Veronese, il Crocifisso ligneo, risalente al Seicento, la tela ritraente la Vergine in gloria fra gli angeli, Sant'Antonio di Padova, che riceve il Divin Bambino, San Carlo benedicente, e Sant'Antonio abate adorante, firmata da Andrea Celesti, la statuetta di Sant'Ercolano, intagliata nel XV secolo, e la pala di Sant'Andrea orante con la croce fra le braccia e Gesù morto portato in cielo da angeli, attribuita a Francesco Bassano.